# Troy (Vermont)
Troy est une municipalité de l'État du Vermont aux États-Unis située dans le comté d'Orleans.  

## Population
Sa population était de 1 677 en l'an 2009.

## Culture
À cause de sa proximité avec la frontière du Québec, la population de Troy représente le plus haut taux de francophone dans l'État de Vermont.

### Patrimoine
- Pont couvert du chemin River, construit en 1910 et détruit en 2021.